# Jordbävningen i Christchurch 1869
Jordbävningen i Christchurch 1869 slog till i Christchurch klockan 8.00 lokal tid, på morgonen den 5 juni 1869, och dess magnitud var 5,7. Den ansågs komma från New Brighton, och kunde kännas med en intensitet på  7–8 på Mercalliskalan.
Skalvet skadade många mur- och stenbyggnader i staden, förstörde skorstenar och skadade spiran på Saint John's Church vid Hereford Street.
Skadorna på stenbyggnader som Saint John's Church ledde till att Church of Saint Michael and All Angels i stället byggdes i timmer.

### Fotnoter
1. 1 2  Pettinga, J.R.; Yetton M.D., Van Dissen R.J., & Downes G. (2001). ”Earthquake source identification and characterisation for the Canterbury Region, South Island, New Zealand”. Bulletin of the New Zealand Society for Earthquake Engineering 34 (4):  sid. 307. http://ir.canterbury.ac.nz/bitstream/10092/5122/1/12585501_pettinga%20jnzsee%202001.pdf. Läst 5 november 2011.
2. ↑  ”Canterbury has a shaky history”. Fairfax NZ News. http://www.stuff.co.nz/the-press/news/christchurch-earthquake-2011/6479156/Canterbury-has-a-shaky-history. Läst 25 februari 2012.
3. ↑  ”Severe Earthquake in Canterbury”. Daily Southern Cross:  s. 3. Volume XXV, Issue 3712, 11 juni 1869. http://paperspast.natlib.govt.nz/cgi-bin/paperspast?a=d&cl=search&d=DSC18690611.2.14. Läst 21 oktober 2011.
4. ↑  ”GeoNet - M 7.1, Darfield (Canterbury), 4 september 2010”. GeoNet. Arkiverad från originalet den 2 mars 2011. https://web.archive.org/web/20110302094331/http://www.geonet.org.nz/earthquake/historic-earthquakes/top-nz/quake-13.html. Läst 21 oktober 2011.
5. ↑  ”St Michael's & All Angels”. The Star:  s. 2. 15 december 1869. http://paperspast.natlib.govt.nz/cgi-bin/paperspast?a=d&d=TS18691215.2.6. Läst 21 oktober 2011.